# Nguyen Huu Tho
Nguyen Huu Tho, född den 10 juli 1910 i Long An i Franska Indokina, död den 24 december 1996 i Hanoi, var en vietnamesisk politiker.

## Biografi
Thi var en fransk-utbildad advokat i Cochinkina och medlem av den franska sektionen av Arbetarinternationalen (SFIO) som deltog i den vietnamesiska kampen för självständighet. Han gick med i Vietnamesian National Popular League (eller Liên Việt) 1948, i kommunistpartiet 1949, och hölls i förvar 1950-52. Han kom senare att stödja 1954 Genèveavtalen, men motsatte sig regeringen i Sydvietnam under president, Ngô Đình Diệm. I augusti 1954 grundade han kommittén till försvar av fred och Genèveavtalen. Utskottet krossades och förbjöds av sydvietnamesiska regeringen i november samma år, och Tho och andra medlemmar i organisationen fängslades i en polisrazzia.
Tho blev kvar i fängsligt förvar fram till 1961, då han lyckades fly. Frikommen blev han ordförande i centralkommittén för National Liberation Front (FNL). År 1965 höll han ett antiimperialistiskt tal, vilket i ett häfte senare publicerades på engelska, med titeln SPEECH. Han fick titeln ordförande i presidiet för det konsultativa rådet för Sydvietnams National Front for Liberation på 5:e årsdagen av grundandet av FNL. År 1969 blev han ordförande i den rådgivande provisoriska revolutionära regeringen för Republiken Sydvietnam, en post han behöll till Sydvietnam införlivades med Nordvietnam 1976. 
I det återförenade Vietnam, tjänstgjorde han som en av de vice ordförandena fram TON Đức thangs död, då han utsågs till tillförordnad president (april 1980 - juli 1981), en post han innehade fram till utnämningen av Trường Chinh. Han blev ordförande i den ständiga kommittén för nationalförsamlingen, i juli 1981 och lämnade då posten som president och antog rollen som ordförande i nationalförsamlingen fram till 1987. Han var vice ordförande i Statsrådet 1981-1992. 
Tho delades Lenins fredspris (1983-1984).